# 鄭怡靜
鄭怡靜（Cheng I-Ching，1992年2月15日—）是台灣優秀女子桌球運動員。國立體育大學球類運動技術學系學士、天主教輔仁大學體育學系碩士。合作金庫桌球隊隊員。2016至2018年，鄭怡靜連續三年榮獲世界盃桌球賽女子單打獎牌，勇奪一銀、二銅優異成績。2010年1月，鄭怡靜青少年女子單打最高世界排名第3位。2013年9月，鄭怡靜U21女子單打最高世界排名第6位。2017年2月，鄭怡靜成人女子單打最高世界排名第5位。2018年6月，鄭怡靜和陳建安搭檔合作，混合雙打最高世界排名第1位。2021年3月，鄭怡靜和林昀儒搭檔合作，混合雙打最高世界排名第1位。2024年3月，鄭怡靜和李昱諄搭檔合作，女子雙打最高世界排名第3位。
2017年6月杜塞道夫世界乒乓球錦標賽，鄭怡靜和陳建安合作，榮獲世界桌球錦標賽混合雙打銀牌。寫下隊史睽違20年，台灣再奪世界桌球錦標賽混合雙打獎牌，更創下隊史在世界桌球錦標賽混合雙打之最佳成績。

2021年7月2020年東京奧運，鄭怡靜與林昀儒合作，勇奪奧運桌球混合雙打銅牌。寫下隊史睽違21年，台灣桌球項目再奪奧運獎牌，更是台灣奧運桌球首面純本土選手獎牌，意義重大。

2021年11月休斯頓世界乒乓球錦標賽，鄭怡靜和林昀儒合作，榮獲世界桌球錦標賽混合雙打銅牌。

2016年吉隆坡世界乒乓球團體錦標賽，鄭怡靜和隊友陳思羽、鄭先知、林佳慧、劉馨尹團結合作，寫下隊史暌違16年，勇奪桌球世錦賽女子團體銅牌之佳績。也創下純本土選手陣容，首次獲得桌球世錦賽女子團體獎牌的紀錄。

2019年日惹亞洲乒乓球錦標賽 ，鄭怡靜和隊友陳思羽、鄭先知、劉馨尹、蘇珮綾竭誠合作，勇奪亞洲乒乓球錦標賽女子團體銅牌。寫下隊史暌違19年，再度進入亞洲桌球錦標賽女子團體銅牌的佳績。

2019年東京世界盃女子團體（世界桌球團體經典賽） ，鄭怡靜和隊友陳思羽、鄭先知、劉馨尹、蘇珮綾奮力合作，創下隊史首度勇奪世界桌球團體經典賽女子團體銅牌之佳績。

2022年成都世界乒乓球團體錦標賽 ，鄭怡靜和隊友陳思羽、李昱諄、劉馨尹、黃怡樺攜手合作，時隔六年，再度勇奪桌球世錦賽女子團體銅牌之佳績。

## 經歷
鄭怡靜出生於運動世家。從歸仁國小二年級課後，跟班觀看姊姊鄭尚宜練習桌球，因撿球身手敏捷迅速，被啟蒙教練林其財老師慧眼發掘，而8歲開始學習桌球。歸仁國小五年級時，林其財教練為了幫助鄭怡靜進階學習，請託已培養眾多優秀桌球國手之台南桌球館林忠雄教練，破例招收非國中生以上、非男生的桌球學生。林忠雄教練與知名國手吳文嘉教練，愛才惜才親自餵球訓練鄭怡靜，逐漸可以跟國中、高中男生一起練球，甚至挑戰國手級大哥哥。鄭怡靜天生手感靈敏，後天努力堅持不懈，全家人背後默默支持，加上學習成長路上，眾多教練、師長、貴人多助，奠定扎實技術。
鄭怡靜2002年10歲入選桌球少年國手。2003年11歲，成為桌球少年國手國家代表隊。2004年12歲入選桌球(18歲)青少年國手，成為桌球青少年國家代表隊。2005年以13歲10個月入選桌球成人國手，2006年以13歲11個月成為成人國手國家代表隊，也創下台灣最年輕的世界團體桌球錦標賽女子成人國手紀錄。 

依據中華民國桌球協會網站之中華民國歷屆桌球國手排名資料，及各大新聞媒體報導紀錄:
2002年鄭怡靜10歲，經由少年國手選拔賽，排名16位中的第7名，入選桌球少年國手。

2002年鄭怡靜10歲，經由(18歲)青少年國手選拔賽，入選桌球(18歲)青少年國手，排名12位中的第11名，同時成為台灣最年輕之桌球(18歲)青少年國手。

2003年鄭怡靜11歲，經由少年國手選拔賽，排名16位中的第3名，第二次入選桌球少年國手，同時第一次成為桌球少年國手國家代表隊。

2004年鄭怡靜12歲，入選桌球(18歲)青少年國手，排名12位中的第4名，同時第一次成為桌球(18歲)青少年國家代表隊。。

2005年鄭怡靜13歲，經由(18歲)青少年國手選拔賽，入選桌球(18歲)青少年國手，排名12位中的第11名。

2006年鄭怡靜13歲多，繼2002年、2004年、2005年之後，第四次入選桌球(18歲)青少年國手，排名更前進至12位中的第2名。並且第二次成為桌球(18歲)青少年國家代表隊。

2005年12月，於台中港區綜合體育館，舉行九十五年度第一次桌球國手選拔賽暨2006年世界團體桌球錦標賽台灣代表隊選拔賽，鄭怡靜技驚四座，以13歲10個月年齡，入選2006年桌球成人國手。。

2006年1月，於台南桌球館，舉行九十五年度第一次桌球國手選拔賽暨2006年世界團體桌球錦標賽台灣代表隊選拔賽，鄭怡靜以13歲11個月年齡，位居桌球成人國手排名賽12位中的第4名，第一次成為桌球成人國手國家代表隊。並獲參賽2006年於德國不萊梅舉行之第48屆世界桌球錦標賽團體賽資格，也成為台灣最年輕的世界團體桌球錦標賽女子成人國手。

2007年、2008年、2009年、2010年，鄭怡靜連續四年獲選桌球(18歲)青少年國手，排名位居12位中的第1位。鄭怡靜總計於2002年至2010年，共入選桌球(18歲)青少年國手8次，成為桌球(18歲)青少年國家代表隊6次。
鄭怡靜桌球生涯歷經高低潮，秉持球不落地絕不放棄的精神，始終堅持不懈，精益求精、成績卓越。2006年-2025年鄭怡靜桌球成人國手排名成績(統計截至2025年，未完待續) :
2006年、2007年、2008年，桌球成人國手排名第4位。2009年、2013年，桌球成人國手排名第3位。2010年、2011年、2012年、2023年，桌球成人國手排名第2位。 

2014年-2025年，15年間，鄭怡靜除2023年因傷病排名第2位，鄭怡靜連續位居桌球成人國手排名第1位共14次。(目前居女子桌球選手第1位紀錄)。

2006年-2025年，20年間，鄭怡靜連續入選桌球成人國手23次，位居桌球成人國手排名第1位共14次。(統計截至2025年，未完待續。前輩黃怡樺入選桌球成人國手29次紀錄，位居桌球成人國手排名第1位共10次。前輩莊智淵入選桌球成人國手30次紀錄，位居桌球成人國手排名第1位共20次。)。

2006年-2025年，20年間，鄭怡靜連續成為桌球成人國手國家代表隊共23次(目前居女子桌球選手第1位紀錄)。

2006年國際桌總世界青少年巡迴賽(ITTF World Junior Circuit) 加爾各答站，和2009年國際桌總世界青少年巡迴賽(ITTF World Junior Circuit) 香港站，鄭怡靜兩度榮獲女子單打金牌。

2006年國際桌總世界青少年巡迴賽(ITTF World Junior Circuit) 聖薩爾瓦多站，和2008年國際桌總世界青少年巡迴賽(ITTF World Junior Circuit) 太原站，鄭怡靜兩度榮獲女子單打銀牌。

2008年亞州青少年桌球錦標賽新加坡站，和2010年亞州青少年桌球錦標賽曼谷站，鄭怡靜兩度榮獲女子單打銅牌。

2006年亞州青少年桌球錦標賽北九州站，和2009年亞州青少年桌球錦標賽齋浦爾站，鄭怡靜兩度榮獲女子雙打銅牌。

2008年、2009年、2011年，鄭怡靜三度榮獲ITTF國際桌總職業巡迴賽白金系列賽中國桌球公開賽U21女子單打金牌，也是中國桌球公開賽U21女子單打金牌最多紀錄者。

2012年，鄭怡靜榮獲ITTF國際桌總職業巡迴賽科威特桌球公開賽U21女子單打金牌。2012年，鄭怡靜榮獲德國桌球公開賽U21女子單打銀牌。總計2008年-2012年，鄭怡靜共榮獲四次U21女子單打金牌，一次U21女子單打銀牌。

2009年東亞運動會桌球比賽在香港舉行，鄭怡靜和隊友黃怡樺、李依真、林佳慧、潘俐君團結合作，勇奪東亞運動會桌球女子團體銅牌之佳績。鄭怡靜年僅17歲，在東亞運動會女子桌球團體賽中一鳴驚人，首場攸關晉級的關鍵比賽，先後迎戰世界排名較高的南韓選手石賀淨和李恩姬，連拿兩點勝利奠定勝基，也被媒體視為「明日之星」。 

2010年鄭怡靜和黃怡樺合作搭檔「雙怡配」，首度獲得於韓國首爾舉行之2010年國際桌總世界巡迴年終總決賽女子雙打參賽資格，雙怡配首度參賽就闖進準決賽，首度獲得年終總決賽女子雙打4強之成績。

2011年11月國際桌總世界巡迴年終總決賽，鄭怡靜和黃怡樺合作「雙怡配」，女雙8強賽，面對2009年香港東亞運金牌組合福原愛／石川佳純，以8:11、10:12、3:11、9:11落敗，無緣晉級4強。

2012年國際桌總世界巡迴年終總決賽（2012 ITTF WorldTour Grand Finals），12月6日至9日於中國杭州舉行。鄭怡靜和黃怡樺合作「雙怡配」，冠軍戰面對新加坡好手馮天薇／于夢雨組合，雙方大戰7局，「雙怡配」可惜以13:11、13:11、8:11、4:11、3:11、11:5、2:11落敗，以3比4輸給新加坡組合，創下台灣代表隊在國際桌總世界巡迴年終總決賽女子雙打銀牌之最佳成績。

2014年1月，於杜拜舉行2013年國際桌總世界巡迴年終總決賽，台灣女雙鄭怡靜／黃怡樺「雙怡配」組合，在女子雙打冠軍戰上，遭遇中國選手丁寧／李曉霞組合，力拚冠軍但衝擊抗衡高手未成，再次和金牌擦身而過。仍連續兩年創下台灣代表隊在國際桌總世界巡迴年終總決賽女子雙打銀牌之最佳成績。
2015年，鄭怡靜於奧地利乒乓球公開賽戰勝日本名將石川佳純，又於準決力克荷蘭選手李潔，首度闖進世界巡迴賽(成人)女子單打冠軍戰。可惜最終以0:4輸給德國選手韓瑩，仍奪下奧地利乒乓球公開賽女子單打銀牌。

2016年8月，首度參賽里約奧運桌球比賽，在女子單打項目接連擊敗白俄羅斯的削球員維克托莉亞·帕芙洛薇琪以及韓國削球員徐孝元後晉級，但在八強賽中不敵上屆奧運會金牌、世界排名第五的中國選手李曉霞，無緣四強，但已創造台灣本土選手奧運女子單打八強之最佳紀錄。

2016年世界盃女子桌球賽，鄭怡靜榮獲女子單打銀牌之優異成績。是繼1998年世界盃女子桌球賽，童飛鳴勇奪女子單打銅牌之後，寫下隊史睽違18年，再奪世界盃女子桌球賽單打獎牌，也創下隊史於世界盃女子桌球賽女子單打最佳成績。

2016年吉隆坡世界乒乓球團體錦標賽，鄭怡靜和隊友陳思羽、鄭先知、林佳慧、劉馨尹團結合作，寫下隊史暌違16年，勇奪桌球世錦賽女子團體銅牌之佳績。是繼2000年陳靜、陸雲鳳、潘俐君、崔秀里、徐競合作榮獲世界桌球錦標賽女子團體銀牌之後，隊史的第二面獎牌，也創下純本土選手陣容首次獲得桌球世錦賽女子團體獎牌的紀錄。
2017年2月，桌球女子單打世界排名，鄭怡靜最高排名達第5位。

2017年世界盃女子桌球賽，鄭怡靜榮獲女子單打銅牌之優異成績。

2017年夏季世界大學運動會桌球比賽，鄭怡靜榮獲女子單打銀牌之優異成績，也創下隊史於夏季世界大學運動會桌球比賽女子單打之最佳成績。

2017年夏季世界大學運動會桌球比賽，鄭怡靜和隊友陳思羽、鄭先知、林珈芝、劉昱昕團結合作，勇奪世界大學運動會桌球比賽女子團體銅牌。

2017年杜塞道夫世界桌球錦標賽，鄭怡靜和陳建安拍檔，榮獲桌球世錦賽混合雙打銀牌，創下隊史於世界桌球錦標賽混合雙打之最佳成績。也寫下隊史睽違20年，繼1997年陳靜和蔣澎龍搭檔於英國曼徹斯特世界桌球錦標賽榮獲混合雙打銅牌之後，隊史於世錦賽史上的第二面混雙獎牌，也是最佳成績。 

2017年11月16日，ITTF國際桌總公布2017年球星頒獎典禮（ITTF Star Awards ）入圍名單，鄭怡靜以勇奪世界桌球錦標賽混雙銀牌及女子世界杯銅牌的優異成績，和丁寧、朱雨玲、平野美宇共計4人獲得提名最佳女運動員獎項。鄭怡靜也是史上首位入圍ITTF國際桌總年度最佳運動員的台灣球員。

2018年3月，鄭怡靜於德國公開賽女單16強戰勝球員文佳後，8強賽以4:2力退2017年日本公開賽勇奪雙冠的17歲中國小將孫穎莎，這也是鄭怡靜連續兩輪打敗中國球員，寫下台灣桌壇新頁。鄭怡靜在四強戰遭遇世界排名第3的日本名將石川佳純，錯失局數3:2領先，可惜3:4遭逆轉，無緣繼2015年奧地利公開賽後，第二度闖進世界巡迴賽冠軍戰。

2018年世界盃女子桌球賽，鄭怡靜榮獲女子單打銅牌之優異成績。2016年至2018年，鄭怡靜連續三年榮獲世界盃桌球賽女子單打獎牌，勇奪一銀、二銅，也創下隊史世界盃女子桌球賽女子單打獎牌最佳、最多之成績。

2018年10月，世界桌球排名第七的鄭怡靜，榮獲國際青年商會中華民國總會頒發「中華民國第56屆十大傑出青年獎」。

2019年日惹亞洲桌球錦標賽 ，鄭怡靜和隊友陳思羽、鄭先知、劉馨尹、蘇珮綾竭誠合作，勇奪亞洲桌球錦標賽女子團體銅牌。是繼隊史於2000年亞洲桌球錦標賽勇奪女子團體銀牌之後，寫下隊史睽違19年，再度寫下進入亞洲桌球錦標賽女子團體銅牌的佳績。
2019年東京世界盃女子團體（世界桌球團體經典賽） ，鄭怡靜和隊友陳思羽、鄭先知、劉馨尹、蘇珮綾奮力合作，創下隊史首度勇奪世界桌球團體經典賽女子團體銅牌之佳績。

國際桌總(ITTF)因應2020年東京奧運桌球比賽增設混雙項目，於2018年下半年開始統計桌球混雙世界排名。鄭怡靜和陳建安合作之「安靜配」，於2017年杜塞道夫世界桌球錦標賽，榮獲桌球世錦賽混合雙打銀牌，創下隊史在世界桌球錦標賽混合雙打最佳成績。鄭怡靜和陳建安拍檔於2018年國際桌總巡迴公開賽三度闖進4強，並曾擊敗中國之王曼昱／于子揚、王曼昱／林高遠、車曉曦／周雨的三種混雙組合。

2018年奧地利公開賽，鄭怡靜和陳建安合作之「安靜配」以第一種子出擊，先後擊敗荷蘭組合、香港組合黃鎮廷／杜凱琹，挺進冠軍戰。中國之奧運冠軍組合許昕／劉詩雯，於準決賽擊敗2017年世錦賽混雙冠軍吉村真晴／石川佳純的日本組合。最終鄭怡靜和陳建安拍檔與許昕／劉詩雯大戰五局飲恨吞敗，榮獲銀牌寫下兩人於桌球公開賽之最佳成績。

依據國際桌球總會世界排名2018年6月-2020年12月世界桌球混雙排名(以月計算)，鄭怡靜和陳建安「安靜配」拍檔於2018年6月，桌球混雙排名世界第一持續期間1個月。2018年8月 - 2019年4月，桌球混雙排名世界第一持續期間9個月。總計鄭怡靜和陳建安「安靜配」拍檔，桌球混雙排名世界第一持續期間合計10個月。僅次於中國組合許昕／劉詩雯桌球混雙排名世界第一持續期間合計18個月。

2019年4月，桌球混合雙打世界排名，鄭怡靜和陳建安拍檔，以1730積分，高居世界排名第1位。也是2019年4月當時，台灣除了戴資穎以外，其他單項球類的世界第一。

2021年3月，桌球混合雙打世界排名，鄭怡靜和林昀儒拍檔，最高世界排名達第1位。
依據國際桌球總會世界排名2021年1月-目前2024年11月，世界桌球混雙排名(以週計算)，鄭怡靜和林昀儒拍檔於2021年3月9日(W10)-2021年8月2日，桌球混雙排名世界第一持續期間21週。2022年2月1日(W5)-2023年1月2日，桌球混雙排名世界第一持續期間48週。總計鄭怡靜和林昀儒拍檔，桌球混雙排名世界第一持續期間合計69週。僅次於中國組合孫穎莎／王楚欽桌球混雙排名世界第一持續期間合計98週。

### 2020(2021)年東京奧運勇奪桌球混雙銅牌
2021年，鄭怡靜入選中華台北代表團出戰2020年東京奧運，與林昀儒搭檔參加混合雙打項目，也是第二次參加奧運。台灣「黃金混雙」林昀儒與鄭怡靜，關鍵8強賽以4比2擊敗韓國組合田志希與李尚洙，順利挺進4強。
不過4強賽強碰世界排名第2的日本組合水谷隼和伊藤美誠，以9:11、11:6、9:11、6:11、6:11，遺憾1:4落敗。
在7月26日的銅牌賽，林昀儒和鄭怡靜出戰法國組合勒班森（Emmanuel Lebesson）、袁嘉楠，以11:8、11:7、11:8、11:5，合計4:0獲勝，勇奪奧運桌球混雙銅牌。
是繼陳靜兩度代表台灣在1996年亞特蘭大奧運榮獲女單銀牌，和2000年雪梨奧運榮獲女單銅牌之後，寫下隊史睽違21年，台灣桌球項目再奪奧運獎牌，更是台灣奧運桌球首面純本土選手獎牌，意義重大。
2021年桌球女子團體，鄭怡靜和隊友陳思羽、鄭先知戮力合作，隊史首度榮獲奧運桌球女子團體八強殊榮。在十六強首戰以3-0勝美國，在八強戰0-3敗給由伊藤美誠、平野美宇及石川佳純組成的日本隊，雖然無緣四強，仍創下隊史奧運團體賽八強最佳成績。
2021年休斯頓世界乒乓球錦標賽，鄭怡靜和林昀儒合作，榮獲世界桌球錦標賽混合雙打銅牌。也是繼2017年杜塞道夫世界桌球錦標賽，鄭怡靜和陳建安拍檔，榮獲桌球世錦賽混合雙打銀牌之後，鄭怡靜榮獲的第二面世界桌球錦標賽混合雙打獎牌。
2022年成都世界乒乓球團體錦標賽 ，鄭怡靜和隊友陳思羽、李昱諄、劉馨尹、黃怡樺攜手合作，時隔六年，再度勇奪世界桌球團體錦標賽女子團體銅牌之佳績。

### 2023年鄭怡靜榮獲"日本桌球T聯賽2022至2023年下半季MVP"
2023 年 2 月 28 日，T.LEAGUE 日本職業桌球 T 聯賽（Tリーグ）公布 2022 – 2023 聯賽下半季男女選手 MVP 獎（ノジマＴリーグ 2022-2023シーズン後期 ノジマMVP賞），由日本天才少年篠塚大登以及鄭怡靜榮獲殊榮，鄭怡靜也成為第一位獲得日本 T 聯賽 MVP 的台灣選手。
鄭怡靜在2022年12月至2023年2月舉行的賽季，以11場單打勝居聯盟榜首，並在重要關鍵勝負戰以4勝3負的佳績，幫助所屬「名古屋頂級女子桌球隊」以例行賽第2名，首次晉級季後賽。鄭怡靜榮獲"日本桌球T聯賽2022至2023年下半季MVP（最有價值球員）"。
日本職業桌球 T 聯賽自 2018 年成立，目前共有男子 4 支球隊與女子 5 支球隊，鄭怡靜在 2022 – 2023 賽季出賽 19 場取得 12 勝、7 敗，在發球得分榜排名聯賽第 1、在平均失分榜排名第 3 低、VM 勝利比賽出場數排名第 1。
2023年3月，鄭怡靜於WTT果阿球星挑戰賽勇奪女子單打銀牌。連退早田希娜、平野美宇兩名日本女將，決賽不敵中國好手王藝迪，獲得420積分，總積分1275分，世界桌球女子單打排名從第31名回升至第18名。
2024年1月，鄭怡靜於WTT果阿球星挑戰賽奪下生涯首座WTT女單金牌。決賽以4：0勝德國好手米特蘭（Nina Mittelham），獲得600積分，總積分1695分，世界桌球女子單打排名從第18名上升至第11名，創下自2022年2月以來最佳世界女子單打排名，距離重返世界前10名只剩一步之遙。
2024年1月，鄭怡靜與李昱諄在WTT果阿球星挑戰賽闖進4強賽，仍居世界桌球女雙排名第4名。

## 主要比賽成績
| 年份                 | 賽事                             | 項目        | 搭檔     | 地點       | 成績   |
| -------------------- | -------------------------------- | ----------- | -------- | ---------- | ------ |
| 2006年               | 國際桌總世界青少年巡迴賽         | 女子單打    | -        | 加爾各答   | 金牌   |
| 2006年               | 國際桌總世界青少年巡迴賽         | 女子單打    | -        | 聖薩爾瓦多 | 銀牌   |
| 2006年               | 亞州青少年桌球錦標賽             | 女子雙打    |          | 北九州     | 銅牌   |
| 2007年               | 全國運動會桌球賽                 | 女子團體    |          | 台南       | 金牌   |
| 2008年               | 國際桌總世界青少年巡迴賽         | 女子單打    | -        | 太原       | 銀牌   |
| 2008年               | 亞州青少年桌球錦標賽             | 女子單打    | -        | 新加坡     | 銅牌   |
| 2008年               | 中國桌球公開賽                   | U21女子單打 | -        | 上海       | 金牌   |
| 2009年               | 國際桌總世界青少年巡迴賽         | 女子單打    | -        | 香港       | 金牌   |
| 2009年               | 亞州青少年桌球錦標賽             | 女子雙打    | 陳思羽   | 齋浦爾     | 銅牌   |
| 2009年               | 東亞運動會桌球比賽               | 女子團體    | -        | 香港       | 銅牌   |
| 2009年               | 中國桌球公開賽                   | U21女子單打 | -        | 天津       | 金牌   |
| 2009年               | 全國桌球錦標賽                   | 女子雙打    | 黃怡樺   | 台灣       | 金牌   |
| 2009年               | 全國桌球錦標賽                   | 混合雙打    | 江宏傑   | 台灣       | 金牌   |
| 2009年               | 全國運動會桌球賽                 | 女子單打    | -        | 台中       | 銀牌   |
| 2009年               | 全國運動會桌球賽                 | 女子雙打    | 黃怡樺   | 台中       | 金牌   |
| 2009年               | 全國運動會桌球賽                 | 女子團體    | -        | 台中       | 金牌   |
| 2010年               | 亞州青少年桌球錦標賽             | 女子單打    | -        | 曼谷       | 銅牌   |
| 2010年               | 2010年國際桌總世界巡迴年終總決賽 | 女子雙打    | 黃怡樺   | 首爾       | 準決賽 |
| 2010年               | 匈牙利乒乓球公開賽               | 女子雙打    | 黃怡樺   | 布達佩斯   | 準決賽 |
| 2010年               | 卡達乒乓球公開賽                 | 女子雙打    | 黃怡樺   | 多哈       | 準決賽 |
| 2010年               | 日本桌球公開賽                   | 女子雙打    | 黃怡樺   | 神戶       | 銀牌   |
| 2010年               | 印度桌球公開賽                   | 女子雙打    | 黃怡樺   | 新德里     | 金牌   |
| 2010年               | 中國桌球公開賽                   | 女子雙打    | 黃怡樺   | 蘇州       | 準決賽 |
| 2010年               | 全國桌球錦標賽                   | 女子單打    | -        | 台灣       | 金牌   |
| 2010年               | 全國桌球錦標賽                   | 女子雙打    | 黃怡樺   | 台灣       | 金牌   |
| 2011年               | 世界大學運動會桌球比賽           | 女子團體    | -        | 深圳       | 銅牌   |
| 2011年               | 中國桌球公開賽                   | 女子雙打    | 黃怡樺   | 深圳       | 銀牌   |
| 2011年               | 中國桌球公開賽                   | U21女子單打 | -        | 蘇州       | 金牌   |
| 2011年               | 全國桌球錦標賽                   | 女子單打    | -        | 台灣       | 金牌   |
| 2011年               | 全國桌球錦標賽                   | 女子雙打    | 黃怡樺   | 台灣       | 銀牌   |
| 2011年               | 全國桌球錦標賽                   | 混合雙打    | 黃聖盛   | 台灣       | 銀牌   |
| 2011年               | 全國運動會桌球賽                 | 女子單打    | -        | 彰化       | 銀牌   |
| 2011年               | 全國運動會桌球賽                 | 女子雙打    | 黃怡樺   | 彰化       | 金牌   |
| 2011年               | 全國運動會桌球賽                 | 女子團體    | -        | 彰化       | 金牌   |
| 2012年               | 科威特乒乓球公開賽               | U21女子單打 | -        | 科威特     | 金牌   |
| 2012年               | 波蘭乒乓球公開賽                 | 女子雙打    | 黃怡樺   | 波茲南     | 金牌   |
| 2012年               | 中國桌球公開賽                   | 女子雙打    | 黃怡樺   | 蘇州       | 準決賽 |
| 2012年               | 德國乒乓球公開賽                 | U21女子單打 | -        | 德國       | 銀牌   |
| 2012年               | 2012年國際桌總世界巡迴年終總決賽 | 女子雙打    | 黃怡樺   | 杭州       | 銀牌   |
| 2012年               | 全國桌球錦標賽                   | 女子雙打    | 黃怡樺   | 台灣       | 銀牌   |
| 2013年               | 世界大學運動會桌球比賽           | 女子團體    | -        | 喀山       | 銀牌   |
| 2013年               | 東亞運動會桌球比賽               | 女子雙打    | 黃怡樺   | 天津       | 銅牌   |
| 2013年               | 中國桌球公開賽                   | 女子單打    | -        | 蘇州       | 準決賽 |
| 2013年               | 中國桌球公開賽                   | 女子雙打    | 黃怡樺   | 蘇州       | 準決賽 |
| 2013年               | 日本桌球公開賽                   | 女子雙打    | 黃怡樺   | 橫濱       | 銀牌   |
| 2013年               | 阿拉伯聯合大公國桌球公開賽       | 女子雙打    | 黃怡樺   | 杜拜       | 銀牌   |
| 2013年               | 全國運動會桌球賽                 | 女子單打    | -        | 台北       | 銀牌   |
| 2013年               | 全國運動會桌球賽                 | 女子雙打    | 黃怡樺   | 台北       | 金牌   |
| 2013年               | 全國運動會桌球賽                 | 女子團體    | -        | 台北       | 銀牌   |
| 2014年               | 2013年國際桌總世界巡迴年終總決賽 | 女子雙打    | 黃怡樺   | 杜拜       | 銀牌   |
| 2014年               | 日本桌球公開賽                   | 女子雙打    | 黃怡樺   | 橫濱       | 準決賽 |
| 2014年               | 中國桌球公開賽                   | 女子雙打    | 黃怡樺   | 成都       | 銀牌   |
| 2015年               | 世界大學運動會桌球比賽           | 女子團體    | -        | 光州       | 銀牌   |
| 2015年               | 世界大學運動會桌球比賽           | 女子雙打    | 李依真   | 光州       | 銀牌   |
| 2015年               | 世界大學運動會桌球比賽           | 混合雙打    | 陳建安   | 光州       | 銅牌   |
| 2015年               | 奧地利乒乓球公開賽               | 女子單打    | -        | 奧地利     | 銀牌   |
| 2015年               | 全國運動會桌球賽                 | 女子雙打    | 黃怡樺   | 高雄       | 金牌   |
| 2015年               | 全國運動會桌球賽                 | 混合雙打    | 江宏傑   | 高雄       | 金牌   |
| 2015年               | 全國運動會桌球賽                 | 女子團體    | -        | 高雄       | 銀牌   |
| 2016年               | 瑞典乒乓球公開賽                 | 女子雙打    | 李依真   | 斯德哥爾摩 | 金牌   |
| 2016年               | 世界桌球團體錦標賽               | 女子團體    | -        | 吉隆坡     | 銅牌   |
| 2016年               | 世界盃桌球賽                     | 女子單打    | -        | 費城       | 銀牌   |
| 2016年               | 奧林匹克運動會桌球比賽           | 女子單打    | -        | 里約       | 八強   |
| 2017年               | 德國乒乓球公開賽                 | 女子雙打    | 陳思羽   | 德國       | 銀牌   |
| 2017年               | 世界大學運動會桌球比賽           | 女子團體    | -        | 台北       | 銅牌   |
| 2017年               | 世界大學運動會桌球比賽           | 女子單打    | -        | 台北       | 銀牌   |
| 2017年               | 世界桌球錦標賽                   | 混合雙打    | 陳建安   | 杜塞道夫   | 銀牌   |
| 2017年               | 世界盃桌球賽                     | 女子單打    | -        | 萬錦       | 銅牌   |
| 2017年               | 全國運動會桌球賽                 | 女子單打    | -        | 宜蘭       | 銀牌   |
| 2017年               | 全國運動會桌球賽                 | 女子雙打    | 黃怡樺   | 宜蘭       | 銀牌   |
| 2017年               | 全國運動會桌球賽                 | 女子團體    | -        | 宜蘭       | 銀牌   |
| 2018年               | 世界盃桌球賽                     | 女子單打    | -        | 成都       | 銅牌   |
| 2018年               | 奧地利乒乓球公開賽               | 混合雙打    | 陳建安   | 奧地利     | 銀牌   |
| 2019年               | 阿曼桌球公開賽                   | 混合雙打    | 林昀儒   | 馬斯喀特   | 金牌   |
| 2019年               | 阿曼桌球公開賽                   | 女子單打    | -        | 馬斯喀特   | 銀牌   |
| 2019年               | 中國桌球公開賽                   | 混合雙打    | 林昀儒   | 深圳       | 金牌   |
| 2019年               | 香港桌球公開賽                   | 混合雙打    | 林昀儒   | 香港       | 金牌   |
| 2019年               | 世界盃桌球賽                     | 女子團體    | -        | 東京       | 銅牌   |
| 2019年               | 亞洲桌球錦標賽                   | 女子團體    | -        | 日惹       | 銅牌   |
| 2020年               | 匈牙利乒乓球公開賽               | 女子單打    | -        | 匈牙利     | 銀牌   |
| 2021年               | WTT挑戰賽 卡達站                 | 混合雙打    | 林昀儒   | 多哈       | 金牌   |
| 2021年               | WTT球星挑戰賽 卡達站             | 混合雙打    | 林昀儒   | 多哈       | 金牌   |
| 2021年               | 奧林匹克運動會桌球比賽           | 混合雙打    | 林昀儒   | 東京       | 銅牌   |
| 2021年               | 奧林匹克運動會桌球比賽           | 女子團體    | -        | 東京       | 八強   |
| 2021年               | 世界桌球錦標賽                   | 混合雙打    | 林昀儒   | 休士頓     | 銅牌   |
| 2021年               | 全國運動會桌球賽                 | 女子單打    | -        | 新北       | 金牌   |
| 2021年               | 全國運動會桌球賽                 | 女子雙打    | 林珈芝   | 新北       | 銅牌   |
| 2021年               | 全國運動會桌球賽                 | 混合雙打    | 林昀儒   | 新北       | 金牌   |
| 2021年               | 全國運動會桌球賽                 | 女子團體    | -        | 新北       | 金牌   |
| 2022年               |                                  |             |          |            |        |
| WTT挑戰賽 阿曼站     | 混合雙打                         | 黎昕祐      | 馬斯喀特 | 銅牌       |        |
| WTT大滿貫賽 新加坡站 | 混合雙打                         | 林昀儒      | 新加坡   | 銀牌       |        |
| WTT挑戰賽 卡達站     | 混合雙打                         | 林昀儒      | 多哈     | 金牌       |        |
| WTT球星挑戰賽 卡達站 | 混合雙打                         | 林昀儒      | 多哈     | 銀牌       |        |
| WTT球星挑戰賽 卡達站 | 女子雙打                         | 李昱諄      | 多哈     | 銀牌       |        |
| 世界桌球團體錦標賽   | 女子團體                         | -           | 成都     | 銅牌       |        |
| WTT支線賽 佛利蒙特站 | 女子雙打                         | 李昱諄      | 美國     | 銀牌       |        |
| 2023年               | WTT挑戰賽 安曼站                 | 女子雙打    | 李昱諄   | 安曼       | 金牌   |
| 2023年               | WTT球星挑戰賽 果阿站             | 女子單打    | -        | 果阿       | 銀牌   |
| 2023年               | WTT球星挑戰賽 果阿站             | 女子雙打    | 李昱諄   | 果阿       | 銀牌   |
| 2023年               | WTT球星挑戰賽 曼谷站             | 女子雙打    | 李昱諄   | 泰國       | 銀牌   |
| 2023年               | 名古屋WTT女子年終總決賽          | 女子雙打    | 李昱諄   | 日本       | 四強   |
| 2023年               | 全國運動會桌球賽                 | 女子單打    | -        | 台南       | 金牌   |
| 2023年               | 全國運動會桌球賽                 | 女子雙打    | 李昱諄   | 台南       | 銀牌   |
| 2023年               | 全國運動會桌球賽                 | 混合雙打    | 林昀儒   | 台南       | 金牌   |
| 2023年               | 全國運動會桌球賽                 | 女子團體    | -        | 台南       | 金牌   |
| 2024年               | WTT球星挑戰賽 果阿站             | 女子單打    | -        | 果阿       | 金牌   |
| 2024年               | WTT大滿貫賽 新加坡站             | 女子雙打    | 李昱諄   | 新加坡     | 銀牌   |
| 2024年               | 世界桌球團體錦標賽               | 女子團體    | -        | 釜山       | 八強   |
| 2024年               | 奧林匹克運動會桌球比賽           | 女子單打    | -        | 巴黎       | 八強   |
| 2024年               | 奧林匹克運動會桌球比賽           | 女子團體    | -        | 巴黎       | 八強   |
| 2024年               | WTT大滿貫賽 中國站               | 女子雙打    | 李昱諄   | 北京       | 四強   |
| 2024年               | WTT冠軍賽 蒙佩利爾站             | 女子單打    | -        | 蒙佩利爾   | 準決賽 |

## 外部連結
- 台灣女桌新希望-鄭怡靜 （页面存档备份，存于）
- 寶島桌球紀事 （页面存档备份，存于）
- 鄭怡靜的Instagram帳戶